# Émile Genest
Émile Genest (auch Emile Genest oder Emil Genest; * 27. Juli 1921 in Québec, Provinz Québec, Kanada; † 19. März 2003 in Hallendale, Florida, USA) war ein kanadischer Schauspieler und Komödiant. Internationale Bekanntheit erlangte er in den 1960er-Jahren durch eine Reihe von Walt-Disney-Filmen.

## Leben
Émile Genest wurde am 27. Juli 1921 in Québec geboren. Als junger Mann diente er während des Zweiten Weltkriegs in der Kanadischen Kriegsmarine. Nach Kriegsende arbeitete er zunächst einige Zeit in seiner Heimatstadt beim Rundfunk, bis er eine Stelle beim Radiosender Canadian Broadcasting Corporation (CBC) in Montreal annahm, wo er schließlich Sportreporter wurde und zweisprachig (Französisch und Englisch) tätig war.
Genest wandte sich dann aber der Schauspielerei zu und sprach Napoléon Plouffe, einen der Söhne in der enorm erfolgreichen Radio-Show La famille Plouffe, die ab 1953 auch als Fernsehserie ausgestrahlt wurde und in der Genest ebenfalls in seiner Rolle mitwirkte. Einem breiten internationalen Kinopublikum wurde er schließlich Anfang der 1960er-Jahre durch mehrere Filme für Walt Disney Pictures bekannt. Kennzeichnend für alle diese drei Streifen – Nikki, Held des Nordens (1961), Mein Freund Red (1962) und Die unglaubliche Reise (1963) – war, dass als die eigentlichen Stars jeweils Tiere im Zentrum der Handlung standen. Genest übersiedelte daraufhin nach Hollywood, wo er in mehreren Filmen Charakterrollen übernahm, darunter unter der Regie von Norman Jewison in Cincinnati Kid und der Pokerkönig (1965) oder in Die mit den Wölfen heulen (1968) von Joseph Sargent.
Gleichzeitig spielte er seit dieser Zeit Gastrollen in zahlreichen US-Fernsehserien, so in Kobra, übernehmen Sie, Alfred Hitchcock präsentiert, Solo für O.N.K.E.L., Mission Seaview (Voyage to the Bottom of the Sea), Route 66, Rauchende Colts, Combat!, Perry Mason, Die Leute von der Shiloh Ranch, Lieber Onkel Bill und Der Chef. 1977 trat er mit Kit Carson and the Mountain Men auch nochmals in einem Disney-TV-Film auf. In dieser Zeit kehrte er auch wieder nach Kanada zurück, um dort an Film- und Fernseh-Projekten mitzuwirken. 1981 spielte das Familienoberhaupt Théophile Plouffe in einem vierstündigen TV-Special, das die Geschichte der Plouffe-Familie weitersponn. Dies brachte ihm eine Nominierung für den „Genie Award“ als „Bester Nebendarsteller“ ein. Von 1988 bis 1991 war er Generaldelegierter der Provinz Québec in Los Angeles. Seine letzte Filmrolle spielte er im Alter von 79 Jahren in A Day In a Life (2000). Neben seinen Spielfilmen und Fernsehauftritten war er auch in den kanadischen Dokumentarfilmen Dubois et fils (1961) und Le Confort et l’indifférence (1982) zu sehen.
Émile Genest starb am 19. März 2003 an einem Herzanfall während eines Urlaubsaufenthalts in Hallendale in Florida. Der kanadische Premierminister Jean Chrétien würdigte ihn in einem Nachruf als bedeutenden kanadischen Schauspieler und Komödianten.
Sein Sohn Claude Genest kam 1963 in Hollywood zur Welt und arbeitete später zunächst ebenfalls als Schauspieler, bevor er sich als Umweltaktivist und Grünen-Politiker betätigte.

## Filmografie
- 1953: La Famille Plouffe (TV-Serie)
- 1959: CF-RCK (TV-Serie)
- 1960: Walk Down Any Street
- 1961: Lord Durham
- 1961: Nikki, Held des Nordens (Nikki, Wild Dog of the North)
- 1962: Mein Freund Red (Big Red)
- 1963: Im Banne der roten Tigerin (Rampage)
- 1963: Die unglaubliche Reise (The Incredible Journey)
- 1965: Cincinnati Kid (The Cincinnati Kid)
- 1967: The Scorpio Letters (TV)
- 1967: Der Pirat des Königs (The King’s Pirate)
- 1968: Le Paradis terrestre (TV-Serie)
- 1968: In Enemy Country
- 1968: Die mit den Wölfen heulen (The Hell with Heroes)
- 1968: Mit allen Wassern gewaschen (Don’t Just Stand There!)
- 1968: Istanbul Expreß (Istanbul Express) (Fernsehfilm)
- 1973: Kamouraska – Eine mörderische Liebe (Kamouraska)
- 1977: Les As (TV-Serie)
- 1977: Kit Carson and the Mountain Men (TV)
- 1979: Allein zu zweit (À nous deux)
- 1981: Il était une fois des gens heureux… Les Plouffe (Les Plouffe)
- 1985: Monsieur le ministre (TV-Serie)
- 1989: Mont-Royal (TV-Serie)
- 1993: Au nom du père et du fils (TV-Serie)
- 1996: Frankenstein and Me
- 1996–1998: Virginie (TV-Serie)
- 1996: Urgence (TV-Serie)
- 2000: A Day In a Life

## Auszeichnungen
- 1982: Nominierung für den Genie Award als bester Nebendarsteller in dem TV-Special Il était une fois des gens heureux … Les Plouffe